# سعیدخان خشک
سعیدخان خشک (به انگلیسی: Saeed Khan Khusk) یک روستا در پاکستان است که در ایالت سند واقع شده‌است.